# Gastalde
Der Gastalde (aus dem mittellat. gastaldus, Bestallter, Gestellter, Pfleger) war im langobardischen Reich der Haushofmeister, der mit der Verwaltung des Krongutes betraut war, später ein königlicher Beamter, der durchaus mit einem Vogt von niederer Gerichtsbarkeit zu vergleichen war. Sein Amt wurde mit Gastaldia bezeichnet.
In fränkischer Zeit verdrängte ihn der Rechtstitel und die Person des Grafen von seiner Position. In Venedig bezeichnete man den Vorsteher der jeweiligen Zunft als Gastalden.

## Belege
1. ↑  1219 erschien Offredus de Ragogna als Gastalde Herzog Leopold V. von Österreich. In: Andrea Benedetti: Breve Storia di Pordenone. S. 18f.; zit. n. Hermann Wiesflecker: Österreich im Zeitalter Maximilians I. Die Vereinigung der Länder zum frühmodernen Staat; der Aufstieg zur Weltmacht. Oldenbourg, Wien 1999, ISBN 3-7028-0363-7, S. 476.